# 10863 Oye
10863 Oye (1995 QJ3) là một tiểu hành tinh vành đai chính được phát hiện ngày 31 tháng 8 năm 1995 bởi Air Force Maui Optical và Supercomputing observatory ở Haleakala.